# Conceveiba rhytidocarpa
Conceveiba rhytidocarpa är en törelväxtart som beskrevs av Johannes Müller Argoviensis. Conceveiba rhytidocarpa ingår i släktet Conceveiba och familjen törelväxter. Inga underarter finns listade i Catalogue of Life.